# Jolanta Umecka
Jolanta Umecka (ur. 17 marca 1937 w Warszawie) – polska muzykolog i aktorka niezawodowa.

## Życiorys
Absolwentka Państwowej Wyższej Szkoły Muzycznej w Warszawie w 1963 r. Otrzymała tytuł magistra na Wydziale Teorii za pracę "Pomoce naukowe do lekcji umuzykalnienia, w szkołach muzycznych pierwszego stopnia".
W czasie studiów uczestniczyła w opracowaniu źródeł i materiałów do dziejów warszawskiego Instytutu Muzycznego i Konserwatorium w latach 1858-1918.
Znana głównie z roli w filmie Nóż w wodzie (1961), w którym grała Krystynę – jedną z trojga bohaterów (film nominowany do Oskara). Wystąpiła także w filmach: Czerwone berety (1962), Echo (1964), Pięciu (1964) oraz czechosłowackiej produkcji Panna zázračnica (1966). Jako pierwsza aktorka z krajów Europy Środkowo-Wschodniej trafiła w 1963 r. na okładkę (fotos z filmu Nóż w wodzie) prestiżowego amerykańskiego czasopisma „Time” (nr z 20 września). Uczestniczyła również w filmach reklamowych.
Wraz z ukończeniem studiów zadeklarowała kontynuowanie swej kariery w wyuczonym zawodzie muzykologa. Po porzuceniu aktorstwa wyszła za mąż i jako Jolanta Kulczycka została nauczycielką wychowania muzycznego w szkole podstawowej nr 60 w Warszawie, a następnie w Studium Nauczycielskim nr 1, gdzie nazywano ją "Panią Nutką".
Aktywna w Stowarzyszeniu Polskich Artystów Muzyków (SPAM) Oddział w Warszawie. W 1966 r. uczestniczyła w pracach prezydium Komisji do Spraw Wychowania Muzycznego. Udzielała się również publicznie w wydarzeniach kulturalnych, m.in. uczestnicząc z Wojciechem Siemionem w aukcjach dzieł plastycznych. W latach 60. z racji dużej rozpoznawalności, cieszyła się mianem autorytetu w sprawach mody, dobrego smaku i właściwego zachowania (arbiter elegantiarum).